# Высокий Холм (Смоленская область)
Высокий Холм — деревня в Смоленском районе Смоленской области России. Входит в состав Катынского сельского поселения. Население — 193 жителя (2007 год). 
Расположена в западной части области в 36 км к западу от Смоленска, в 4 км южнее автодороги М1 «Беларусь», на берегу реки Гусинка. В 6 км северо-западнее деревни расположена железнодорожная станция Гусино на линии Москва — Минск. 

## История
В годы Великой Отечественной войны деревня была оккупирована гитлеровскими войсками в июле 1941 года, освобождена в сентябре 1943 года. 